# AK-74
Das AK-74 (russisch: Автомат Калашникова образца 1974 года Transkription: Awtomat Kalaschnikowa obrasza 1974 goda) ist ein 1974 eingeführtes Sturmgewehr (in vielen Staaten des ehemaligen Warschauer Vertrages auch als Maschinenpistole bezeichnet). Die Weiterentwicklung des Kalaschnikow-Modells AKM war das Standardgewehr in der Sowjetarmee sowie heute in der russischen Armee.

## Geschichte
Nachdem das Sturmgewehr M16 samt zugehöriger 5,56-mm-Munition in den US-Streitkräften eingeführt worden war, begannen in den 1960er-Jahren auch in der Sowjetunion Forschungsarbeiten, deren Ziel die Entwicklung eines eigenen kleinkalibrigen Sturmgewehres war. Diese Bestrebungen wurden durch positive Erfahrungen der Amerikaner mit der neuen Munition im Vietnamkrieg verstärkt. Ein weiterer Aspekt war, dass das AK-47 nicht alle gewünschten Anforderungen erfüllte. Bemängelt wurden vor allem die effektive Reichweite sowie die schlechte Kontrollierbarkeit bei Feuerstößen.
Das für die Entwicklung der neuen Kleinkalibermunition zuständige Kollektiv unter Führung von Lidia Bulawskaja entwarf eine Patrone mit den metrischen Maßen 5,6 × 41 mm und der Bezeichnung 13MSch. Die mit Bulawskajas Team eng zusammenarbeitende Rüstungsfabrik Ischmasch baute die entsprechende Waffe. Das Gewehr war nichts anderes als ein auf das Kaliber 5,6 mm umgebautes AKM und kann als der Prototyp des AK-74 betrachtet werden. Der Konstrukteur Michail Kalaschnikow äußerte sich gegen eine neue Patrone, da er die Meinung vertrat, das Potential der alten Munition sei nicht völlig ausgereizt.
Das Ergebnis weiterer Forschungen war schließlich die Patrone im Kaliber 5,45 × 39 mm (M74 bzw. 13MSchW) sowie ein neues Sturmgewehr. Obwohl die Entwicklungsarbeiten bereits 1970 abgeschlossen waren, wurde die Waffe erst 1974 als AK-74 (Indexbezeichnung 6P20) eingeführt. Der Grund für die verspätete Einführung war das als Konkurrenzwaffe gedachte Sturmgewehr AL-7. Dessen Entwicklung wurde bei Ischmasch parallel zum AK-74 betrieben. Ausscheidungstests zeigten eine Überlegenheit des AL-7 sowie eines Sturmgewehrs des Konstrukteurs Konstantinow gegenüber dem AK-74. Der Konservatismus des Militärs und die einfache Konstruktion entschieden jedoch den Ausgang der Tests zugunsten des AK-74. Erfahrungen mit dem AL-7 flossen in die Entwicklung des AK-107 ein.

## Technik

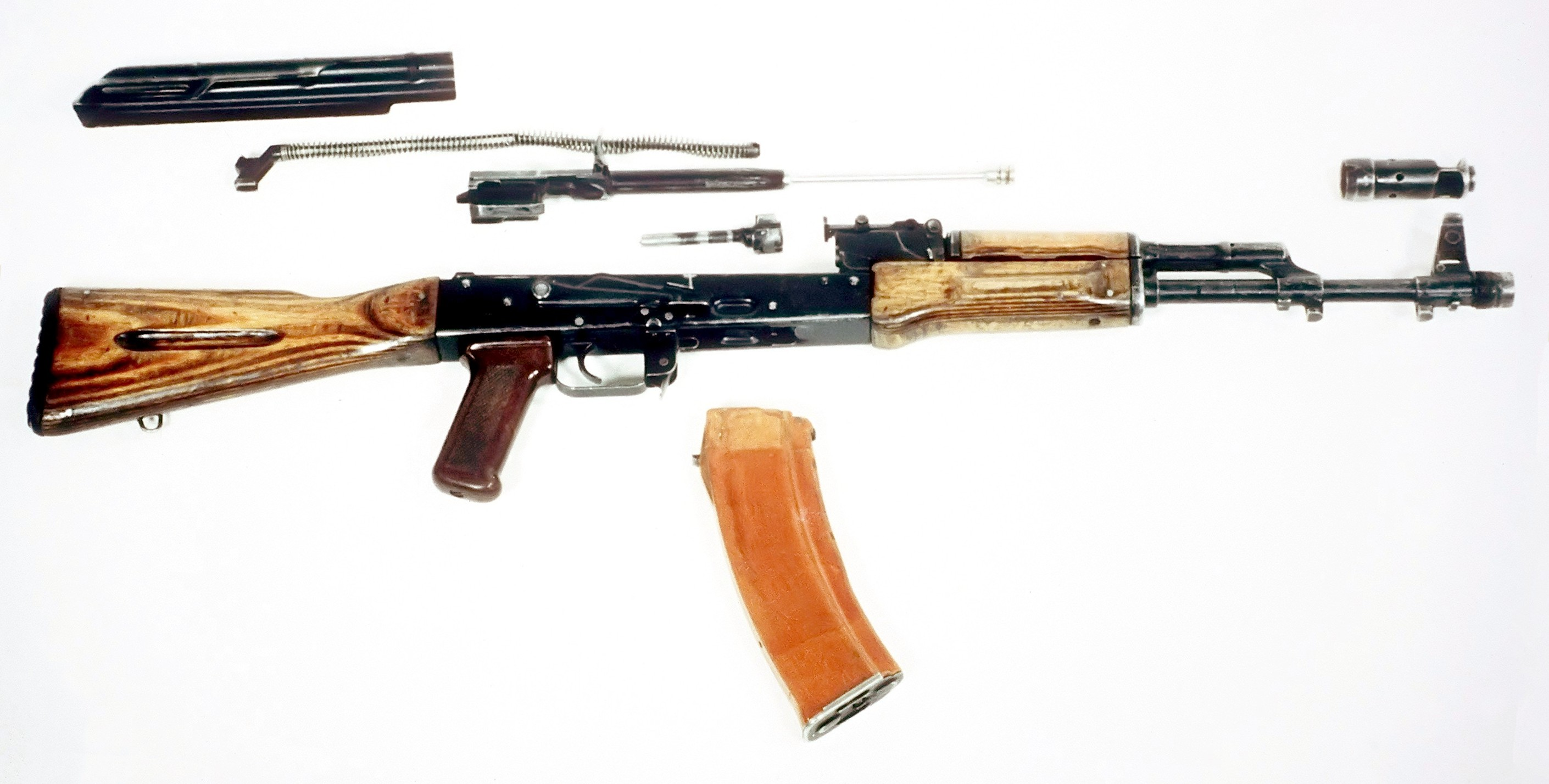
AK-74, teilzerlegt

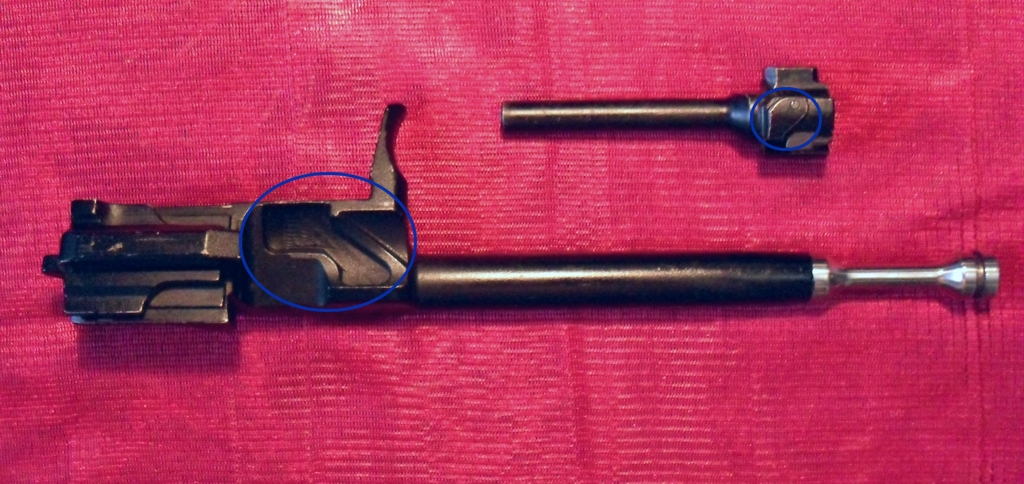
Verschluss und Verschlussträger der AKS-74U, der Unterschied zur entsprechenden Baugruppe der AK-74 ist die verkürzte Gasstange

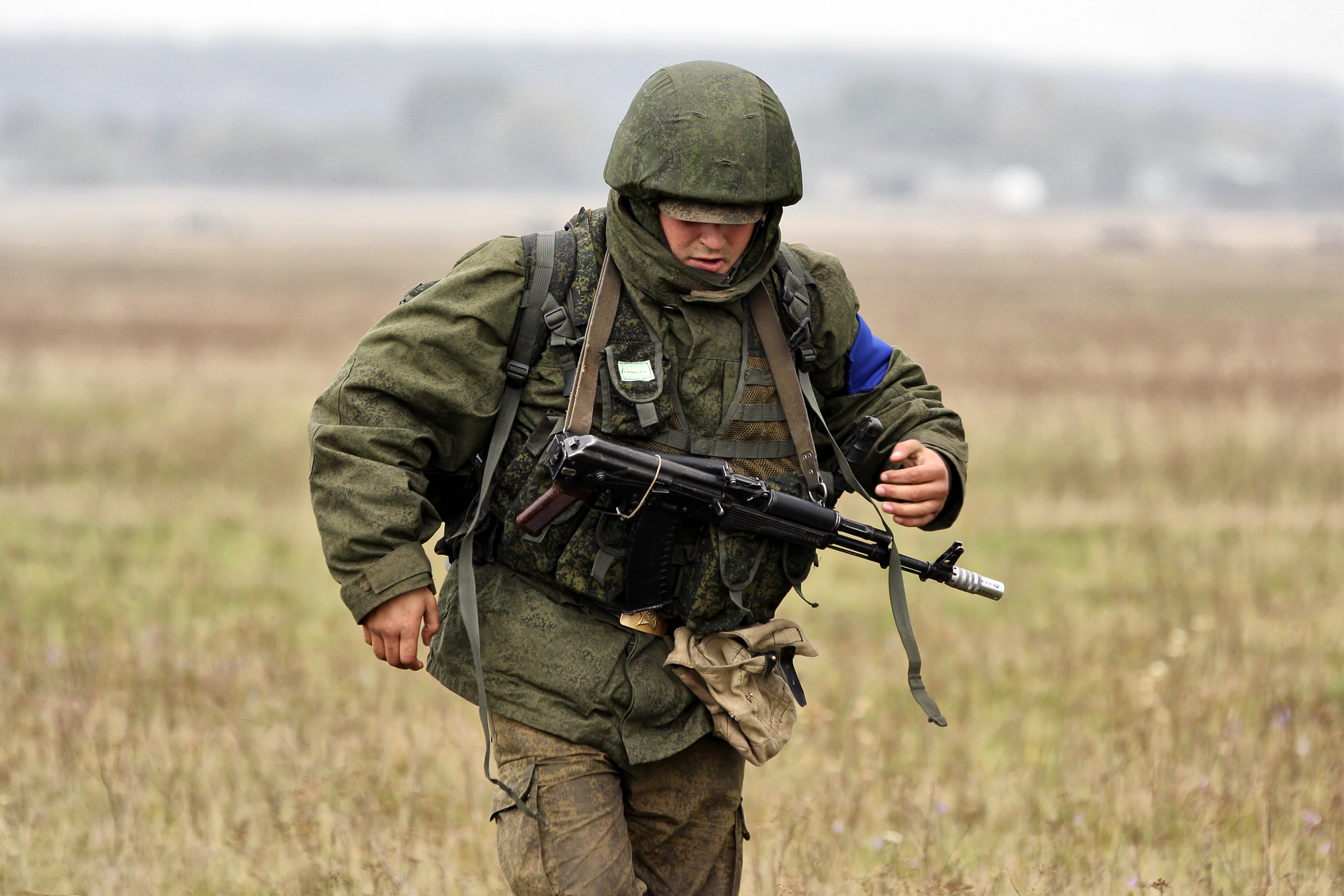
AK-74M eines russischen Fallschirmjägers mit Manöverpatronengerät und abgeklapptem Hinterschaft

Die Funktion sowohl der Abzugseinrichtung als auch des Verschlusses entspricht gänzlich dem AKM, von dem 53 % der Einzelteile übernommen wurden. Wie der Vorgänger ist das AK-74 ein Gasdrucklader mit Drehkopfverschluss mit zwei Verriegelungswarzen. Die Abzugseinrichtung ermöglicht Einzel- und Dauerfeuer mit einer Kadenz von 600 Schuss pro Minute. Der Feuerwahlhebel befindet sich auf der rechten Seite des Gehäuses und dient gleichzeitig als Sicherungshebel. In seiner obersten Stellung (= gesichert) fungiert er zusätzlich als Staubschutzdeckel.
Das Gehäuse wird in Blechprägetechnik hergestellt.
Neu war die Zwei-Kammer-Mündungsvorrichtung, die sowohl Mündungsbremse als auch Kompensator und Mündungsfeuerdämpfer in einem ist. Nebeneffekt ist ein subjektiv stärkerer Mündungsknall, da die auftretende Druckwelle zu beiden Seiten nach hinten, in Richtung des Schützen abgeleitet wird. Weitere Modifikationen wurden am Abzug, der Visiereinrichtung und am Gasrohr vorgenommen. Schulterstütze und Handschutz wurden aus Holz, später aus schwarzem glasfaserverstärktem Kunststoff gefertigt. Das Magazin besteht aus orangefarbenem, später auch aus schwarzem Kunststoff. Der Klappkolben des AK-74M besitzt links und rechts je eine Rille. Das Magazin fasst 30 Schuss und kann mit Einzelpatronen oder mit je 15 Patronen fassenden Ladestreifen gefüllt werden. Eine Vorrichtung, um zwei Magazine miteinander zu verbinden (engl. jungle style), wurde entwickelt, jedoch nicht eingeführt. In Afghanistan benutzten Soldaten für diesen Zweck Klebeband.
Die Waffe kann auch mit Winterhandschuhen bedient werden.
Für den Nahkampf kann das AK-74 mit dem alten sowie einem neu entworfenen Bajonett ausgestattet werden. Um die Kampfkraft des Soldaten zu erhöhen, lassen sich 40-mm-Granatwerfer vom Typ GP-25 und GP-30 unter dem Lauf anbringen.
Das AK-74 verschießt Hartkern- und Leuchtspurmunition im Kaliber 5,45 mm (Indexbezeichnung 7N6 bzw. 7T3) mit einer Mündungsgeschwindigkeit von 900 m/s. Deren im Vergleich zur 7,62-mm-Munition schwächerer Rückstoßimpuls und die stark rückstoßdämpfende Mündungsbremse sorgen bei Dauerfeuer für eine bessere Kontrollierbarkeit der Waffe. Das leichte Geschoss entwickelt im Zusammenspiel mit dem längeren Lauf eine höhere Mündungsgeschwindigkeit; gleichzeitig sorgt die gestreckte Flugbahn für eine etwa 100 m größere effektive Reichweite. Unter dem geringen Gewicht des Projektils leidet jedoch seine Stabilität und die Stoppwirkung, was sich besonders bei Kampfhandlungen in bewaldeten und urbanen Gebieten bemerkbar macht. Deshalb benutzten viele in Tschetschenien kämpfende Soldaten und vor allem Speznas das alte AKM.

## Varianten

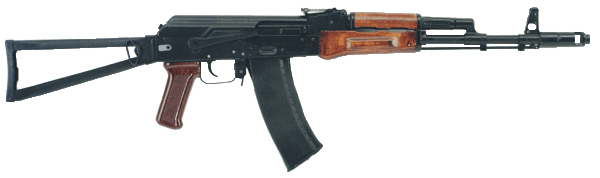
AKS-74

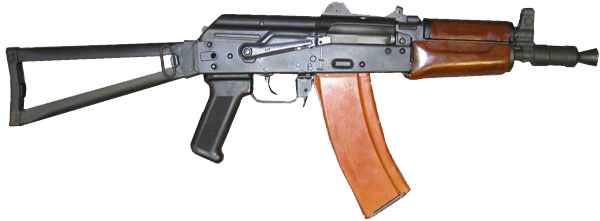
AKS-74U

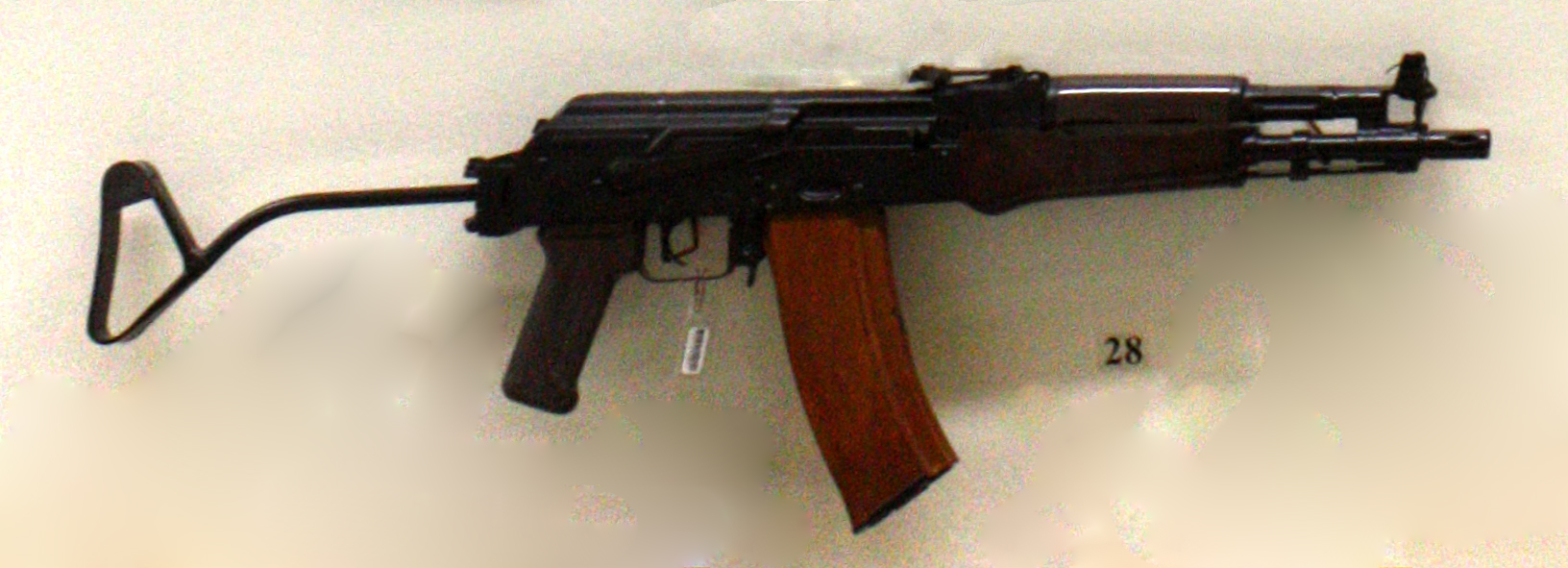
MPi AKS-74NK

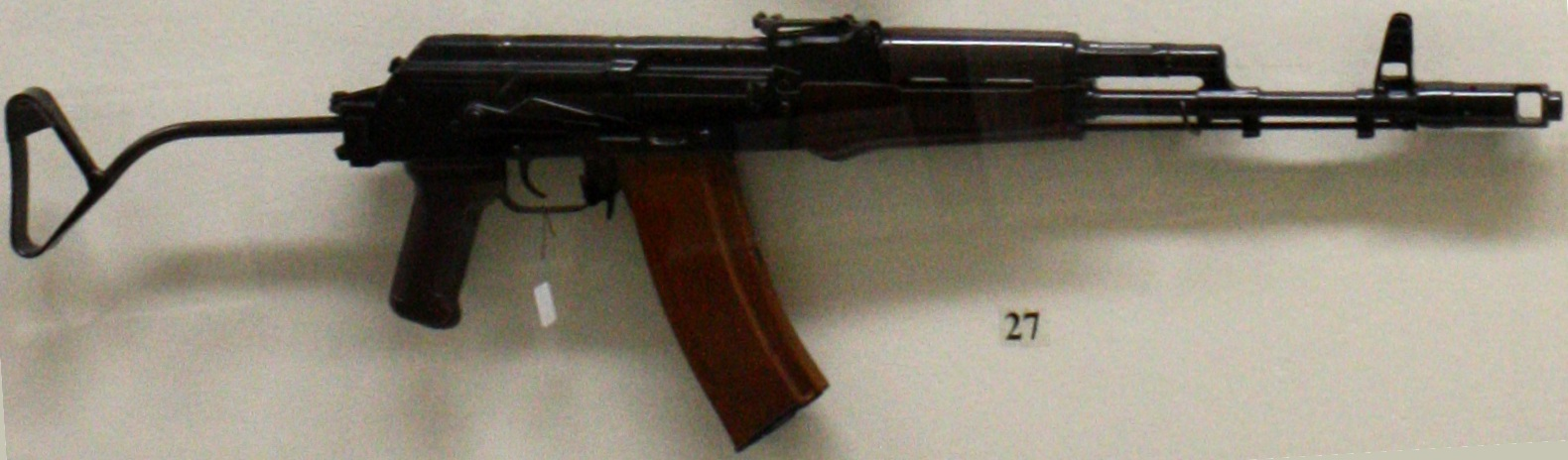
MPi AKS-74

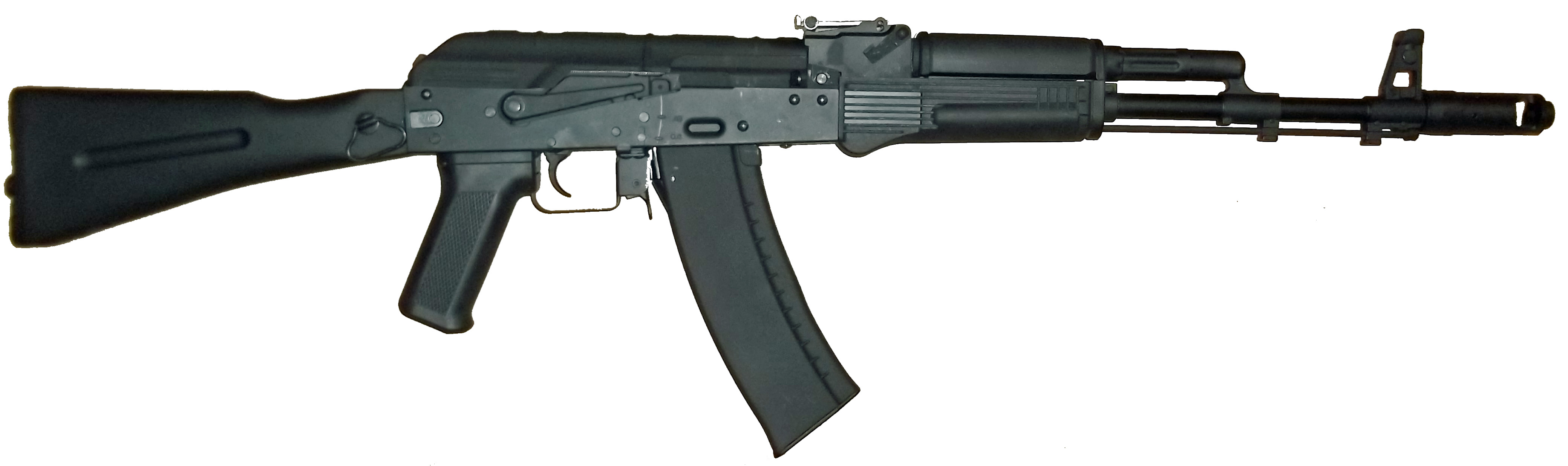
AK-74M

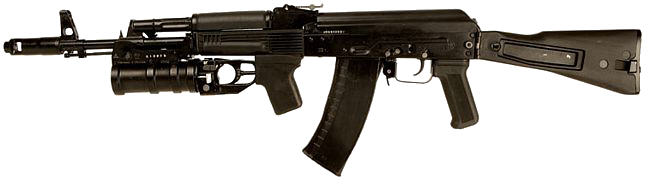
AK-74M mit Unterbaugranatwerfer GP-25

Für Fallschirmtruppen wurde das Modell AKS-74 mit einer nach links abklappbaren Skelettschulterstütze und der Indexbezeichnung 6P21 entwickelt. Das S steht für „skladnoj“ („zusammenklappbar“). Die Modelle AK-74N (N2) und AKS-74N (N2) (N = notschnoj; Nacht) ermöglichen die Anbringung der Nachtsichtgeräte NSPU und NSPUM.
1979 wurde eine Kurzversion des AKS-74 mit der Bezeichnung AKS-74U (U = ukorotschennij = verkürzt) eingeführt. Damit wurden in erster Linie Einheiten, die nicht zur kämpfenden Truppe zählten, aber auch Panzer-Besatzungen bewaffnet. Der Hauptunterschied zur Basiswaffe ist der kurze Lauf, der eine Reduzierung der Mündungsgeschwindigkeit sowie der effektiven Reichweite zur Folge hat. Das Gasabnahmeloch musste nach hinten verlagert werden, was die Kadenz erhöht. Weitere Unterschiede bestehen in einem konischen Mündungsfeuerdämpfer und einer umklappbaren Kimme, die Einstellungen für 200 und 400 Meter ermöglicht. Um das Projektil besser zu stabilisieren, wurde die Drall-Länge verkürzt.
Das AKS-74U ist die Basis für den Komplex „Kanarejka“ (Kanarienvogel). Dieser besteht aus dem eigentlichen Sturmgewehr, dem Schalldämpfer PBS-4 und dem schallgedämpften 30-mm-Granatwerfer BS-1 „Tischina“ (Stille). Das Abschussgeräusch dieses Typs Granatwerfer wird eliminiert, indem die Granate nicht, wie üblich, direkt durch die Verbrennungsgase einer Treibladung, sondern durch einen Kolben ausgestoßen wird. Dazu besitzt dieser Granatwerfer ein separates Magazin, das mit Treibladungsmunition geladen wird. Deren Treibgase werden im Inneren des Granatwerfers gefangen und drücken einen Kolben nach vorne, der die Granate auswirft. Beim Durchladen des Granatwerfers werden die Gase kontrolliert abgelassen.
Ende der 1980er-Jahre zeigte die Erfahrung, dass das AK-74 Verbesserungen nötig hatte. Insbesondere forderte man robustere Systemkästen, Gehäusedeckel und beim AKS-74 eine neue Schulterstütze, da die bisher verwendete durch ihre Metallbauweise bei besonders hohen und niedrigen Temperaturen unangenehm anzufühlen war. Außerdem führte die neu entwickelte, verbesserte Patrone 7N10 zu einer drastischen Reduzierung der Lebensdauer der Läufe. Arbeiten an einer neuen Waffe führten über die Prototypen A-60 und A-61 zur Entwicklung des Sturmgewehrs AK-74M (6P34). M steht für „modernisiert“. Das Gewehr besitzt eine aus schwarzem Plastik gefertigte abklappbare Schulterstütze sowie Montagemöglichkeiten auf der linken Systemseite für diverse Zieloptiken. Damit ersetzt das AK-74M gleich drei Modelle: AK-74, AKS-74 und AK-74N, da es alle deren Eigenschaften in sich vereint. Auch die Mündungsvorrichtung wurde überarbeitet und hat nun einen besseren Halt.
Zusätzlich sollte das RPK-74, eine lMG-Version (lMG = leichtes Maschinengewehr) des AK-74, erwähnt werden. Es unterscheidet sich vom Sturmgewehr durch eine andersförmige Schulterstütze, ein Zweibein und einen schwereren und längeren Lauf. Das leichte Maschinengewehr auf Basis des AK-74M heißt dementsprechend RPK-74M.

## Nachfolgemodelle
Das AK-74M diente als Entwicklungsbasis für AK-Sturmgewehre der 100er-Serie, AK-101, AK-102, AK-103, AK-104, AK-105. Das AK-101 ist eine Exportversion im NATO-Kaliber 5,56 × 45 mm NATO, das AK-102 ist die Kurzversion. Das AK-103 hat wieder das alte Kaliber 7,62 × 39 mm. Für dieses Kaliber gibt es inzwischen ebenfalls neue Geschosse, die sich an denen der 5,45 × 39 mm orientieren. Das AK-104 ist ein kurzes AK-103. Das AK-105 hat das Kaliber 5,45 × 39 mm und ist die Kurzversion der AK-74M. Sie soll das nicht mehr hergestellte AKS-74U ablösen.
Das bereits erwähnte AL-7 war die Grundlage für zwei weitere Sturmgewehre: AK-107 und AK-108. Beide Waffen haben eine sogenannte „synchronisierte Automatik“. Dabei handelt es sich um ein System mit zwei Gaskolben statt wie gewöhnlich mit einem. Während der erste Gaskolben normal den Nachladevorgang in Gang setzt, bewegt der zweite ein Gegengewicht, das einen Gegenimpuls zum Rückstoß erzeugt. Dadurch wird der Rückstoß stark verringert. Das AK-107 hat das Kaliber 5,45 × 39 mm, während das AK-108 wieder eine Exportversion in 5,56 × 45 mm ist. Anders als bei den restlichen Waffen steht AK nicht für „Awtomat Kalaschnikowa“, sondern für „Alexandrow-Kalaschnikow“. Alexandrow war Entwickler des AL-7.
Das ukrainische Sturmgewehr Wepr (dt. Keiler) ist ein AK-74 im Bullpup-Design.